# Медоносець

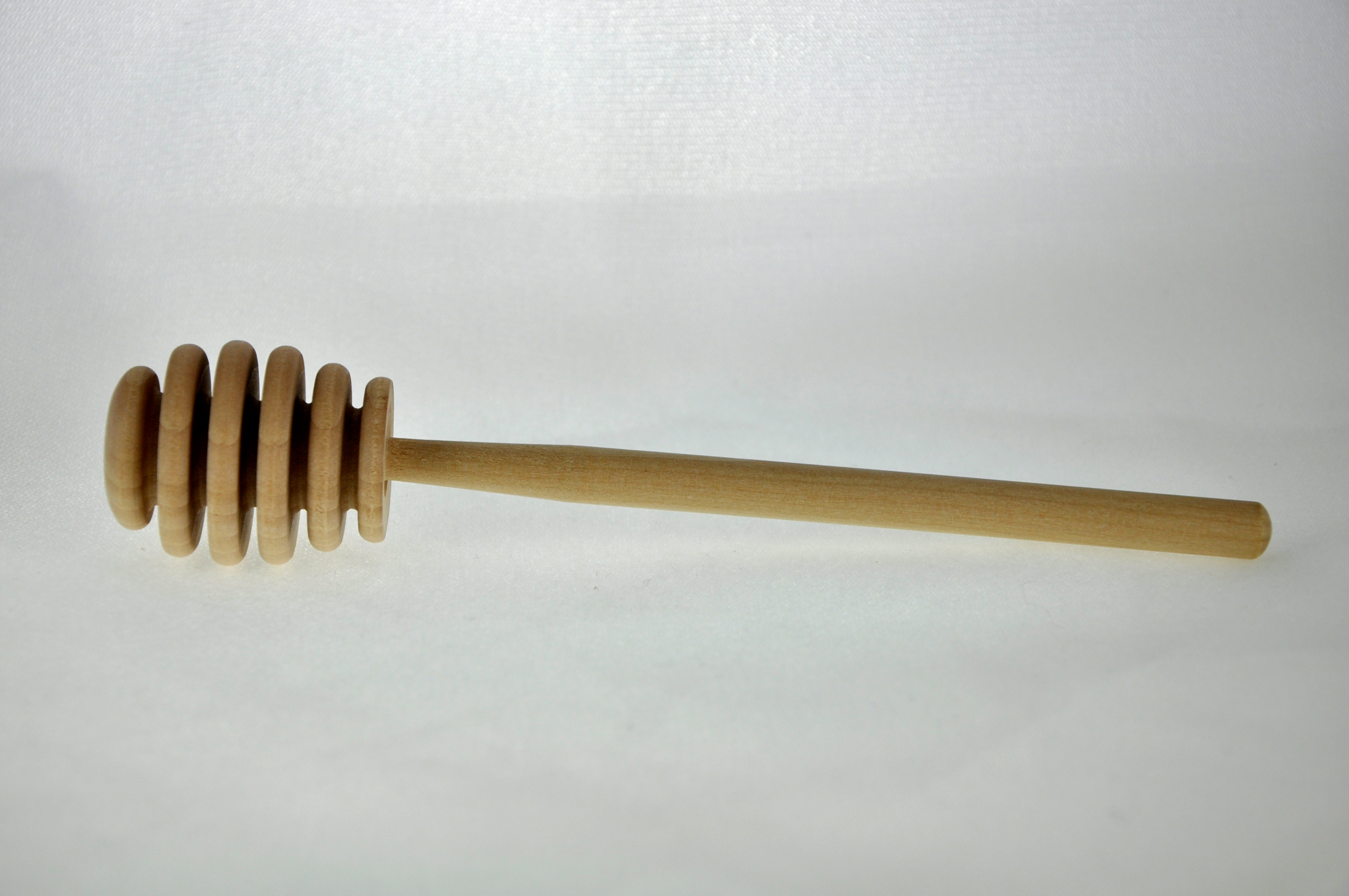
Дерев’яний медоносець

Медоносець — предмет столового прибору, призначений для збирання в'язкої рідини (зазвичай, меду) з контейнера для подальшого перенесення в інше місце. Розповсюджені медоносці виготовлені з деревини на токарному верстаті. Окрім ручки, прибор складається з рівномірно розташованих концентричних канавок.
Одним із способів використання прибору є занурення сторони з канавками в рідину, щоб запобігти проливання під час перенесення медоносця його ручка повільно обертається між пальцями. Зазвичай прибор використовується для нанесення меду на хліб, печиво та інші харчові продукти. Медоносець іноді виготовляється з пластику, скла або металу.